# Julius Millingen
Julius Michael Millingen (født 19. juli 1800 i London, død 30. november 1878 i Konstantinopel) var en engelsk læge. Han var søn af James Millingen.
Millingen, der var oldgransker og forfatter som faderen, gik ung til Grækenland, hvor han var sammen med Lord Byron i dennes sidste tid. Millingen var livlæge hos 5 af de sidste sultaner.